# Zond 7
Pour les articles homonymes, voir Zond (homonymie).

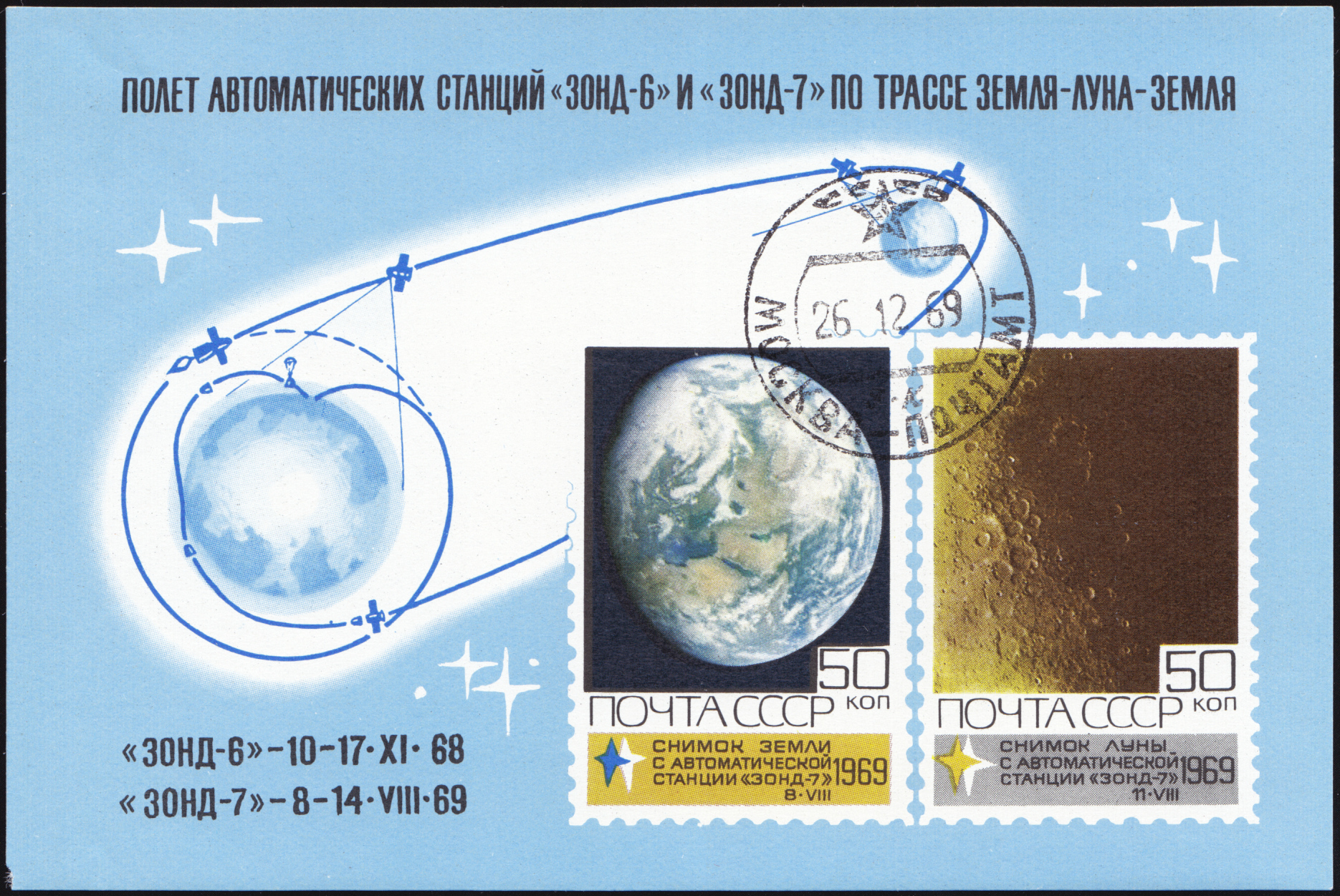
La trajectoire de Zond 7, photographies de la Terre et de la Lune, reçues par l'appareil sur le bloc postal de l'URSS en 1969.

Zond 7 est une capsule spatiale soviétique de type Soyouz 7K-L1 de 5 979 kg du programme Zond, lancée le 7 août 1969 à 23:48:06 TU. L'annonce du lancement par les Soviétiques est laconique et n'indique comme mission que « photographier la Lune et expérimenter certains nouveaux appareillages des fusées porteuses ». Elle a été placée sur une orbite terrestre, puis sur trajectoire lunaire. Elle photographie la Terre le 8 août et la Lune deux fois le 11 avant de la contourner le 11. Le retour sur Terre se fait le 14 août 1969 dans le Kazakstan. Répétant les trajectoires des précédents Zond 5 et 6, ce vol est le premier succès complet de ce type de vaisseau.